# Dirk Vöpel
Dirk Vöpel (nascido em 29 de maio de 1971) é um político alemão. Nasceu em Oberhausen, na Renânia do Norte-Vestfália, e representa o SPD. Dirk Vöpel é membro do Bundestag pelo estado da Renânia do Norte-Vestfália desde 2013.

## Vida
Ele tornou-se membro do bundestag após as eleições federais alemãs de 2013. Ele é membro do comité de defesa.